# Colossendeis hoeki
Colossendeis hoeki är en havsspindelart som beskrevs av Gordon, I. 1944. Colossendeis hoeki ingår i släktet Colossendeis och familjen Colossendeidae. Inga underarter finns listade i Catalogue of Life.